# Тамошайтис, Вилмантас
Вилмантас Тамошайтис (лит. Vilmantas Tamošaitis; род. 20 апреля 1966 года, Калвария, Литовская ССР, СССР) — литовский военный деятель, бригадный генерал, начальник Объединенного штаба Вооружённых сил Литвы.

## Биография

### Образование
- 1995 год — окончил Литовскую военную академию им. генерала Йонаса Жямайтиса.
- 2000 год — окончил Командно-штабную академию Бундесвера (Германия).
- 2008 год — окончил академию ВВС США со степенью магистра стратегических исследований.

### Служба
С 1992 года находится на службе в Вооружённых силах Литвы.
За время службы в армии последовательно занимал следующие посты:
- командир взвода воздушно-десантного батальона Мариямполе
- заместитель командира роты
- офицер штаба батальона
- начальник штаба батальона
- специалист по планированию в штабе обороны.

С 2003 года командир Моторизированного пехотного батальона имени Великой княгини Бируте Моторизированной пехотной бригады «Железный волк».
В 2005 году сопровождал генерала А. Поцюса во время его посещения Басры (Ирак).
С 2005 года — начальник штаба Моторизированной пехотной бригады «Железный волк». С 2008 года — командир этой бригады.
После завершившихся военных учений «Янтарная надежда 2011», которые выявили немало проблем в подготовке командного звена, министерство национальной обороны Литвы начало ротацию кадров и полковник Тамошайтис был назначен начальником Объединенного штаба Вооружённых сил Литвы. Его место в бригаде занял подполковник Вальдемарас Рупшис.

## Воинские звания
- 1992 год — лейтенант
- 1994 год — старший лейтенант
- 1996 год — капитан
- 2001 год — майор
- 2005 год — подполковник
- 2009 год — полковник
- 5 июля 2012 года Президент Литовской Республики Даля Грибаускайте издала указ о присвоении ему воинского звания бригадного генерала. Указ вступил в силу 10 сентября 2012 года[6]. 17 сентября 2012 года Президент Республики провела торжественную церемонию присвоения звания[7].

## Награды
- Именное оружие — сабля (14 сентября 2012 года) — за заслуги перед Литовской Республикой в укреплении национальной обороны[8].
- Медаль в память о вступлении в НАТО
- Медаль «За заслуги»
- Медаль «За выдающуюся службу»
- Почётный знак моторизованной пехотной бригады «Железный Волк»
- Почётный знак моторизованной пехотной бригады в Маряаполе